# Úrvalsdeild (2003)
Sezon 2003 był 92. sezonem o mistrzostwo Islandii. Drużyna KR obroniła tytuł mistrzowski, zdobywając trzydzieści trzy punkty w osiemnastu meczach. Po sezonie spadły zespoły Valur i Þróttur Reykjavík.

## Drużyny
Po sezonie 2002 z ligi spadły zespoły Keflavík i Þór Akureyri, z 1. deild awansowały natomiast drużyny Valur i Þróttur Reykjavík.
| Uczestnicy poprzedniej edycji                                                                                 | Uczestnicy poprzedniej edycji | Uczestnicy poprzedniej edycji | Uczestnicy poprzedniej edycji |
| --- | ----------------------------- | ----------------------------- | ----------------------------- |
| KRE | KR                            | 1                             |                               |
| FYL | Fylkir                        | 2                             |                               |
| GRI | Grindavík                     | 3                             |                               |
| KA | KA Akureyri                   | 4                             |                               |
| ÍA | Akraness                      | 5                             |                               |
| FH | FH                            | 6                             |                               |
| ÍBV | ÍB Vestmannaeyja              | 7                             |                               |
| FRA | Fram                          | 8                             |                               |
| Awans z 1. deild                                                                                              |                               |                               |                               |
| VAL | Valur                         | 1                             |                               |
| ÞRR | Þróttur Reykjavík             | 2                             |                               |
| Oznaczenia: - kolumna pierwsza – skróty nazw drużyn, - kolumna trzecia – miejsce zajęte w poprzednim sezonie. |                               |                               |                               |

## Tabela
| Lp. | Drużyna               | M  | Z  | R | P  | Bramki | Bramki | Różn. | Pkt | Uwagi                                       |
| --- | --------------------- | -- | -- | - | -- | ------ | ------ | ----- | --- | ------------------------------------------- |
| 1   | KR (M)                | 18 | 10 | 3 | 5  | 28     | 27     | +1    | 33  | Liga Mistrzów UEFA • I runda kwalifikacyjna |
| 2   | FH                    | 18 | 9  | 3 | 6  | 36     | 24     | +12   | 30  | Puchar UEFA • I runda kwalifikacyjna        |
| 3   | Akraness              | 18 | 8  | 6 | 4  | 27     | 21     | +6    | 30  | Puchar UEFA • I runda kwalifikacyjna1       |
| 4   | Fylkir                | 18 | 9  | 2 | 7  | 29     | 24     | +5    | 29  | Puchar Intertoto • I runda                  |
| 5   | ÍB Vestmannaeyja      | 18 | 7  | 3 | 8  | 25     | 25     | 0     | 24  |                                             |
| 6   | Grindavík             | 18 | 7  | 2 | 9  | 24     | 31     | −7    | 23  |                                             |
| 7   | Fram                  | 18 | 7  | 2 | 9  | 22     | 30     | −8    | 23  |                                             |
| 8   | KA Akureyri           | 18 | 6  | 4 | 8  | 29     | 27     | +2    | 22  |                                             |
| 9   | Þróttur Reykjavík (S) | 18 | 7  | 1 | 10 | 27     | 29     | −2    | 22  | Spadek do 1. deild                          |
| 10  | Valur (S)             | 18 | 6  | 2 | 10 | 24     | 33     | −9    | 20  | Spadek do 1. deild                          |

## Wyniki
| Gospodarz \ Gość  | ÍA  | FRA | FYL | GRI | FH  | KA  | KRE | VAL | ÍBV | ÞRR |
| Akraness          |     | 2:1 | 1:1 | 2:1 | 0:0 | 1:1 | 2:3 | 2:0 | 0:3 | 3:1 |
| Fram              | 0:0 |     | 1:2 | 2:0 | 1:0 | 2:3 | 1:1 | 2:1 | 2:1 | 1:0 |
| Fylkir            | 0:1 | 3:1 |     | 2:0 | 3:0 | 1:0 | 2:1 | 6:2 | 3:0 | 1:5 |
| Grindavík         | 3:2 | 3:2 | 1:1 |     | 1:3 | 1:1 | 1:3 | 1:2 | 0:2 | 2:1 |
| FH                | 1:1 | 2:3 | 1:2 | 2:1 |     | 3:2 | 7:0 | 4:0 | 2:1 | 1:4 |
| KA Akureyri       | 2:3 | 0:1 | 2:1 | 1:2 | 0:0 |     | 3:0 | 1:2 | 3:1 | 3:0 |
| KR                | 1:0 | 3:1 | 4:0 | 1:2 | 2:1 | 2:1 |     | 2:1 | 0:2 | 2:1 |
| Valur             | 1:3 | 2:0 | 1:0 | 1:2 | 2:3 | 2:2 | 1:1 |     | 4:1 | 0:1 |
| ÍB Vestmannaeyja  | 1:1 | 5:0 | 1:0 | 1:0 | 1:3 | 2:3 | 0:0 | 2:1 |     | 1:1 |
| Þróttur Reykjavík | 1:3 | 2:1 | 2:1 | 2:3 | 0:3 | 3:1 | 1:2 | 0:1 | 2:0 |     |

Źródło:  (ang.)
Objaśnienia:
1Drużyna gospodarzy jest wymieniona po lewej stronie tabeli.
Kolory: zielony – zwycięstwo gospodarzy, żółty – remis, różowy – zwycięstwo gości.

## Najlepsi strzelcy
| Bramki | Strzelcy                    | Drużyna           |
| ------ | --------------------------- | ----------------- |
| 10     | Gunnar Heiðar Þorvaldsson   | ÍB Vestmannaeyja  |
| 10     | Sören Hermansen             | Þróttur Reykjavík |
| 10     | Björgólfur Hideaki Takefusa | Þróttur Reykjavík |
| 9      | Steinar Tenden              | KA Akureyri       |
| 8      | Jóhann Hreiðarsson          | Valur             |
| 8      | Allan Borgvardt             | FH                |
| 7      | 4 zawodników                | 4 zawodników      |
| 6      | 2 zawodników                | 2 zawodników      |
| 5      | 7 zawodników                | 7 zawodników      |
| 4      | 7 zawodników                | 7 zawodników      |